# Sébastien Chabal
Sébastien Chabal (Valence, 8 dicembre 1977) è un ex rugbista a 15 francese che giocava nel ruolo di terza linea centro. È stato un internazionale con la Francia dal 2000 al 2011, collezionando in totale 62 presenze.
Chabal è uno degli sportivi più popolari in Francia a tal punto che i giornalisti hanno coniato il termine "Chabalmania". Spesso si fa riferimento a lui utilizzando diversi soprannomi scaturiti dal suo caratteristico aspetto fisico e modo di giocare; tra i più noti vi sono "L'Orco", "Il Cavernicolo", "L'Uomo delle caverne", "L'Anestesista", "Rasputin", "Hannibal Lecter", "Sea Bass", "The French Beast" e "Attila".

## Biografia
Nato a Valence, nel dipartimento di Drôme, Chabal è cresciuto a Beaumont-lès-Valence. Terzo figlio di una famiglia di umili origini originaria dell'Ardèche, suo padre lavorava in una officina meccanica e la madre lavorava in una gioielleria. Subito dopo avere studiato meccanica al liceo professionale, Chabal ha iniziato a lavorare in una fabbrica della Salmson a Crest. Durante questo periodo, all'età di 16 anni, ha iniziato a giocare a rugby a livello amatoriale con la squadra di Beauvallon. Nel 1998 ha abbandonato definitivamente il lavoro in fabbrica iniziando a giocare a livello professionistico con il Valence sportif nel campionato Fédérale 2, corrispondente alla quarta divisione del rugby francese. In seguito si è unito al Burgoin, impegnato nella massima divisione francese, cominciando la sua ascesa nel rugby.
Nel 1999 Chabal è giunto in finale di European Challenge Cup, dove però la sua squadra è stata sconfitta dal Montferrand 35-16. Lo stesso anno ha disputato anche la finale di Coppa di Francia che ha visto prevalere lo Stade français 27-19. Il debutto con la nazionale francese non tarda ad arrivare: il 4 marzo 2000 Chabal ha disputato la sua prima partita internazionale affrontando la Scozia a Murrayfield all'interno del torneo Sei Nazioni. Nel 2003 Chabal è giunto con il suo club due volte nella finale di Coppa di Francia perdendo anche stavolta entrambe le partite. Il 2003 è anche l'anno della convocazione di Chabal alla sua prima Coppa del Mondo, dove è arrivato a disputare la finale per il terzo posto persa nettamente 40-13 contro la Nuova Zelanda. Poco utilizzato dal selezionatore francese, avendo collezionato durante la competizione mondiale complessivamente tre presenze (di cui due da titolare), Chabal ha apertamente attaccato Bernard Laporte lamentandosi del suo scarso utilizzo. Per questo motivo il giocatore non è più stato convocato in nazionale per oltre un anno.
Nel 2004 Chabal ha firmato un contratto legandosi alla squadra inglese dei Sale Sharks per andare a giocare in Premiership. Con i Sale Sharks ha vinto nel 2005 il suo primo trofeo, conquistando l'European Challenge Cup dopo avere sconfitto 27-3 il Pau. Alla sua seconda stagione in Inghilterra Chabal ha anche vinto la Premiership, dopo la vittoria 45-20 dei Sharks nella finale contro i Leicester Tigers. 

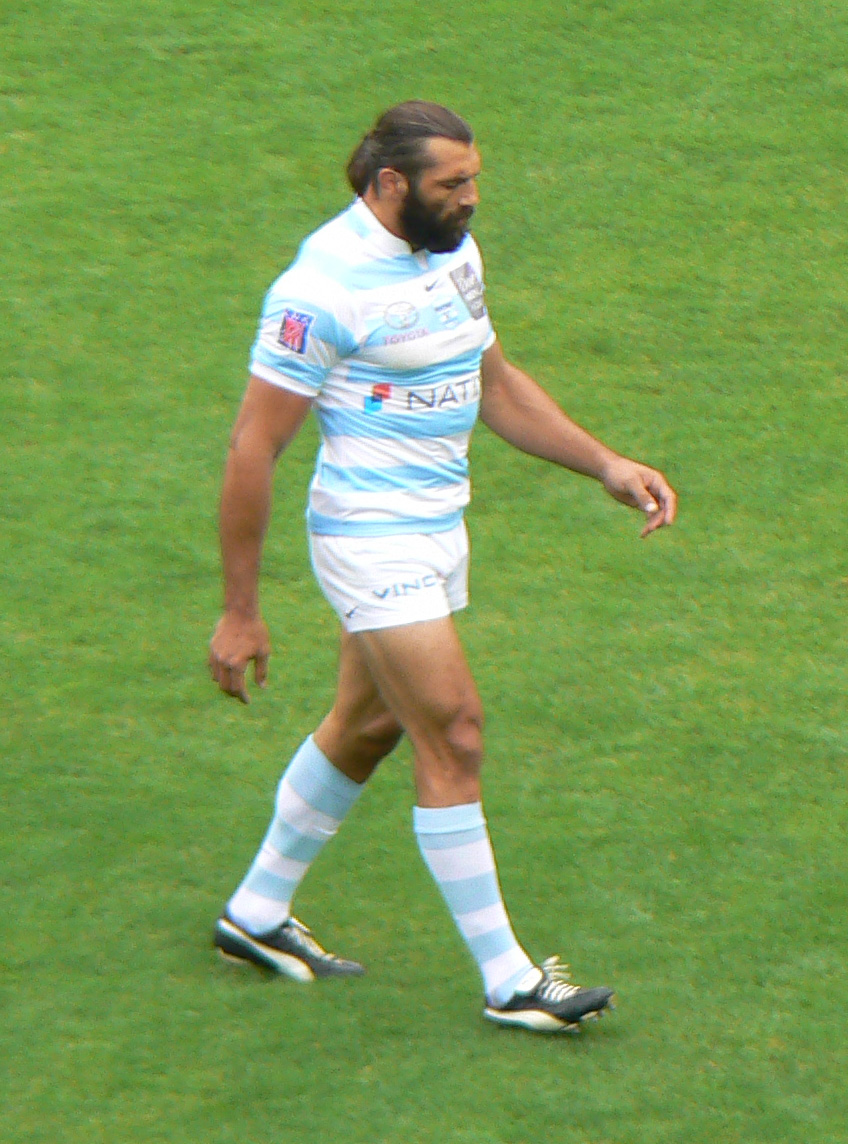
Chabal con la maglia del Racing Métro nel 2009

Dopo il trionfale Sei Nazioni 2007 vinto dalla Francia, torneo in cui Chabal ha pure segnato due mete durante la partita inaugurale vinta 39-3 contro l'Italia, è arrivata la seconda convocazione nella Coppa del Mondo ospitata quello stesso anno proprio dalla Francia. Visto che il ruolo di terza linea centro, ovvero la posizione di gioco preferita da Chabal, era saldamente occupato da Imanol Harinordoquy, Bernard Laporte ha deciso di schierarlo come seconda linea affermando che in questo modo avrebbe potuto anche concentrarsi maggiormente sul combattimento nelle ruck. In questa edizione della competizione mondiale Chabal ha segnato due mete nella partita del girone contro la Namibia e alla fine è giunto nuovamente a disputare la finale per il terzo posto con la Francia stavolta sconfitta 34-10 dall'Argentina.
Nel 2009 Chabal è tornato a giocare in Francia unendosi al Racing Métro 92. Dopo avere saltato le prime due partite del Sei Nazioni 2010 a causa di una lombalgia, Chabal ha collezionato tre presenze subentrando dalla panchina durante le tre restanti partite di questa edizione che ha visto trionfare la Francia con la conquista del Grande Slam. L'anno seguente Chabal ha giocato la sua ultima partita da internazionale affrontando l'Italia il 12 marzo 2011 all'interno del Sei Nazioni. Con il Racing giunto alla fase finale del Top14 durante la stagione 2010-11, Sébastien Chabal ha rischiato di non potere giocare nel suo club a causa di una squalifica di 60 giorni rimediata per avere criticato l'arbitraggio. Nell'appello del 24 maggio 2011 davanti alla FFR la sua squalifica è stata ridotta a 10 giorni più lo svolgimento di lavoro d'interesse generale, consentendogli in questo modo di disputare la fase finale del campionato che ha visto giungere il Racing in semifinale. Il contratto di Chabal con il Racing Métro è stato rescisso prematuramente nel febbraio 2012 dal presidente del club a causa dei dissapori di lungo corso tra il giocatore e l'allenatore Pierre Berbizier.
Dopo un breve periodo passato in Australia, Chabal è stato quindi ingaggiato dal Lione in Pro D2. Al termine della stagione 2013/14, che ha segnato il ritorno del Lione in Top14 in seguito al primo posto ottenuto nel Pro D2, Chabal ha annunciato il suo ritiro dall'attività agonistica.

### Vita privata
Durante la militanza nel Burgoin Sébastien Chabal ha sposato Annick, all'epoca già madre di una bambina nata nel 1994 di cui è diventato il patrigno. Nel 2005 ha avuto una figlia che ha chiamato Lily-Rose.
Già diventato un personaggio mediatico in Francia, notorietà tra l'altro sfruttata partecipando a diversi spot pubblicitari, nel febbraio 2009 Clint Eastwood ha incontrato l'agente di Chabal per discutere la sua disponibilità a partecipare al film Invictus - L'invincibile. Nel film in cui viene trattata la fine dell'apartheid in Sudafrica, con il racconto incentrato sulla Coppa del Mondo di rugby 1995 vinta dai padroni di casa degli Springboks, l'intenzione del regista statunitense era quella di fare interpretare a Chabal uno dei giocatori della squadra campione del mondo; a causa dei troppi impegni del giocatore però l'idea non è andata a buon fine.
In occasione del terzo forum dell'organizzazione monegasca Peace and Sport, svoltosi nel novembre 2009, Chabal è diventato membro dei Campioni della Pace, un collettivo di atleti di alto livello, di varie discipline e nazionalità, istituito per promuovere la pace nel mondo attraverso lo sport. Nell'aprile 2011 ha pubblicato la sua autobiografia intitolata Ma petite étoile dove denuncia tra l'altro un certo lassismo della classe arbitrale francese, presunti favoritismi, e dove chiarisce alcuni suoi dati fisico-atletici.
Nel 2016 recita alcune scene come cameo nel film francese Un tirchio quasi perfetto, al fianco di Dany Boon.

## Palmarès
- Premiership: 1
Sale Sharks: 2005-06
- Challenge Cup: 1
Sale Sharks: 2004-05
- Pro D2: 1
Lione: 2013-14